# MC Luka

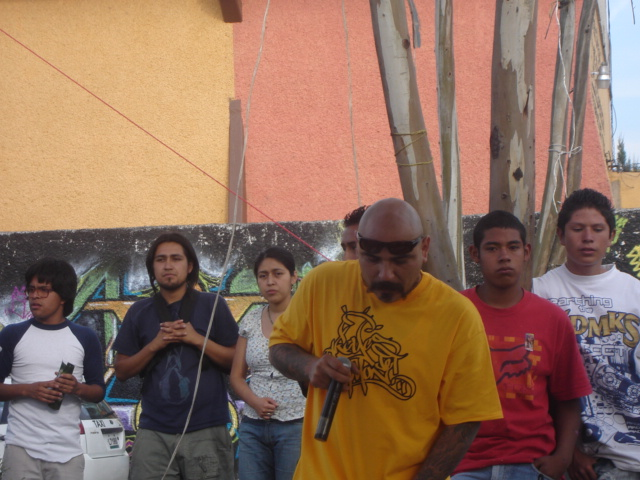
MCLuka en México. 2007.

Luis Carlos Fernández Escareño (Ciudad de México, 26 de julio de 1971) más conocido por su nombre artístico MC Luka es un rapero, cantante conductor y compositor mexicano. Es miembro del grupo de rap Reyes del Pulmón y Vieja Guardia.

## Historia
MC Luka inicia su carrera artística dentro del rap en los Estados Unidos (San Diego, California). Años más tarde, Luka regresa a México dado que en Estados Unidos el rap en español tenía poca difusión. 
Cuando regresa al distrito federal, conoce al grupo llamado Petate Funky y al mc llamado Homie GMC del grupo Kartel Aztlán. Conoce también al grupo Sociedad Café, siendo, junto con todos estos, uno de los pioneros del rap chilango (del distrito federal).
En 1997 crea un grupo llamado Tetrahidrocannabinol (THC) junto al guerrerense Youalli G, el cual es una fusión de jazz, punk y hip-hop, pero no da resultado porque los integrantes viven en diferentes áreas y era difícil reunirse.
Posteriormente forma un grupo llamado Chicalangos (1998), junto a 2 sick alias el Enfermo de Sociedad Café y dj Yaxkin. Este proyecto es firmado por una transnacional (EMI), pero la disquera congela el proyecto, lo cual orilla al grupo a la disolución.
En el 2000 funda el crew llamado Vieja Guardia, junto a Petate Funky, Kartel Aztlán y A.N.B.R. CuHuectul (que contaba con dos exintegrantes de V.L.P : Gogo Ras y Nasty Man). Este colectivo defeño, edita su primer material llamado Vieja Guardia Volumen I. Algunos años más tarde, editara Vieja Guardia Volumen II, los más buscados, en donde Luka interpreta algunas canciones. 
En el 2001, edita Caseramente. Este álbum es su primera grabación como solista, además de ser considerado por muchos como un demo. Es claro que muchos otros lo ven como el primer material del MC Luka. Este CD cuenta con colaboraciones importantes, como Big Metra, Dj Rags, Petate Funky y Caballeros del Plan G (es una de las primeras conexiones entre el hip hop defeño y Hip Hop de Durango). Es importante resaltar, que el mismo vendía su demo en el tianguis cultural del chopo. Este álbum cuenta con éxitos como Lupita's Taco Shop (una muestra de la gastronomía mexicana), Chicos malos (a dueto con Big Metra), y Estableciendo Orden (con los ya mencionados Caballeros del Plan G).
En 2002 crea bienvenidos; un colectivo internacional, junto con su compañero en la Vieja Guardia, Kolmillo. Este crew mantiene relaciones con Francia y Alemania (Itza y Tyreza respectivamente). Ese año colabora en un track del grupo Real de Catorce ("El Virrey", del disco "Voy a morir").
En 2004 se reúne con dos mc's latinoamericanos radicados en Francia (Pato Loko y Don K-sen), formando el crew 1492 . Este mismo año edita su segundo álbum llamado Ponte trucha en la capirucha, grabado en Estados Unidos, bajo el sello "Viruz Enterprises". Cuenta con colaboraciones de mc's de este colectivo, entre los que destacan "El chivo (de Kinto sol)" y "Latin Assasin". Realiza colaboraciones para los discos del Disc Jockey chicano DJ Payback García.
En el año 2006 forma junto con Gogo Ras y Kolmillo el grupo Reyes del Pulmón, el cual es una mezcla de hip hop, reggae, ritmos caribeños y un poco de la cultura popular mexicana (el lenguaje del barrio). Este grupo participa , por medio del colectivo Vieja Guardia, en un compilatorio llamado Vieja Guardia All Stars (junto a Kartel Aztlán y Bastön). 
Presentan estos tracks: 
- Fuma mota
- Lo que + es - es
- Bachata Rap
- A varo
- Latino
- Vida de Mc (junto a Kartel Aztlán).

El grupo (Reyes del Pulmón) está a favor del consumo de la marihuana, sus usos y técnicas, promoviendo la legalización de la misma. Esto se puede conocer por medio de sus canciones. Sus posturas son bien definidas, pasando por las críticas al sistema, las tradiciones y los conflictos sociales.
En el 2009 Luka editó su disco "Cómplices" en Revolver Producciones con el también rapero 2Phase. Juntos fundan Casa Chica Entretenimiento (casa productora que ayuda a los artistas con bajo presupuesto).
MC Luka perteneciente a tres colectivos: Vieja Guardia(México), Aztec Soulz (México-E.E.U.U.) y 1492 (Francia)
Luka tiene un reconocimiento mundial, lo cual se muestra a través de sus colaboraciones: Caballeros del Plan G, Skool 77, Skalpel de la K-bine, Don-Ksen, Dj Payback García, Erick Santos, Kinto Sol, Arianna Puello, entre otros.
Actualmente conduce el programa de radio "Triple H Radio" que se transmite por Radio Fórmula XEDF-FM 104.1 MHz y XEDF-AM 1500 kHz durante el día sábado de un horario de 23:00-24:00 hrs. el cual está enfocada a la cultura que representa.

## Discografía
En solitario:
- Caseramente
- Ponte Trucha en la capirucha
- Historial Delictivo
- Complices
- La Última Y Me Voy
- #QueDiceMiPapaQueSiempreNo
- DFMXVG
- 19 Inviernos Y Una Primavera

Como parte de la Vieja Guardia:
- Vieja Guardia vol I
- Vieja Guardia vol II: Los más buscados
- Vieja Guardia all stars